# 앰버 탬블린
앰버 탬블린(Amber Tamblyn, 1983년 5월 14일 ~ )은 미국의 배우이다.

## 출연 작품
- 장고: 분노의 추적자 - 총잡이의 아들의 딸 역
- 노스텔지아